# Sonja Witstein
Sonja Fortunette Witstein (Rotterdam, 22 mei 1920 - Alphen aan den Rijn, 11 juli 1978) was een Nederlands letterkundige. Zij specialiseerde zich als literatuurwetenschapper in de renaissanceliteratuur en schreef een novelle en enige korte verhalen. Ze was in de beginperiode actief lid en bestuurslid van het COC en heeft zo, samen met anderen, het COC vormgegeven.

## Vroege leven
Sonja Witstein werd geboren in Rotterdam, groeide op in Den Haag en verhuisde met haar ouders naar Amersfoort, waar ze eindexamen deed aan het Stedelijk Gymnasium Johan van Oldenbarnevelt. Eind 1942 of in 1943 moesten ze onderduiken. In haar onderduikperiode schreef Sonja Witstein Bekentenis aan Julien Delande. De familie werd verraden. Sonja Witstein verklaarde na de oorlog dat zijzelf en haar ouders in juni 1944 in Den Haag zijn opgepakt. Ze werden naar Kamp Westerbork weggevoerd. Met het laatste transport van Joden vanuit kamp Westerbork op 3 september 1944, waarin ook Anne Frank zat, werd Sonja Witstein met haar ouders getransporteerd naar het concentratiekamp Auschwitz, waar ze werden geïnterneerd. Haar ouders werden daar op 6 september 1944 vergast. Als enige van de familie overleefde Sonja Witstein het concentratiekamp. Voor haar ouders zijn gedenkstenen geplaatst bij hun voormalige huis in Amersfoort.

## Bekentenis aan Julien Delande
Sonja Witstein gaf het door haar in onderduik geschreven manuscript van Bekentenis aan Julien Delande in bewaring aan dichter Louis Tiessen. Tiessen vermoedde dat Witstein in de oorlog was omgekomen en bood het manuscript na de bevrijding aan bij Uitgeverij Contact. Nadat Witstein contact met Tiessen had opgenomen zocht Witstein contact met de uitgeverij voor een voorschot en een contract en werd de novelle gepubliceerd. Later werden nog enkele korte verhalen van haar hand gepubliceerd. 

## Queer leven
In haar studententijd ontdekte Sonja Witstein haar homoseksualiteit en vanaf de oprichting in 1950 was Witstein lid van het COC. Ze was in 1951 de eerste vrouw in het bestuur van de COC-afdeling Utrecht. In die tijd was het bestuur genoodzaakt om alle activiteiten in het geheim te organiseren. In de werfkelder van Ina Boudier-Bakker aan de Oudegracht in Utrecht waren wekelijkse bijeenkomsten. De meeste leden hadden schuilnamen en verkregen toegang middels een ledenkaart, waar enkel een letter en een getal op stond.
In 1952-1953 zat ze in het landelijk hoofdbestuur van het COC. Ze schreef voor het COC-tijdschrift Vriendschap onder het pseudoniem Tine van der Velde. In het COC lag in deze periode het percentage vrouwelijke leden nog onder de 10 procent en binnen de vereniging namen ze, net als in de samenleving als geheel, een ondergeschikte plaats in. Witstein probeerde de positie van vrouwen in het COC te versterken. Zo organiseerde ze debatten en lezingen, onder andere met Anna Blaman, over lesbisch zijn. In april 1950 schreef Sonja Witstein een bewonderende brief aan Anna Blaman over dier novelle De kruisvaarder. Ze correspondeerde met Anna Blaman en Emmy van Lokhorst. In die tijd studeerde ze Nederlandse taal- en letterkunde aan de Universiteit Utrecht. De briefwisselingen met Blaman en Van Lokhorst zijn later gepubliceerd door Blaman onder de titel Ik schrijf het je grof-eerlijk. Briefwisseling met Emmy van Lokhorst en Sonja Witstein. Er zijn maar vier brieven van Witstein bewaard gebleven. Of er een romantische relatie was tussen Blaman en Witstein is onduidelijk; hoewel sommige bronnen spreken van een korte relatie is ook duidelijk dat er afstand tussen hen bleef.

## Latere leven
Zij doceerde van 1954 tot 1956 Nederlands aan het Utrechts Stedelijk Gymnasium. Vervolgens werd ze wetenschappelijk medewerker aan de Universiteit Utrecht, eerst aan het Instituut De Vooys en vanaf 1964 aan het Instituut voor vergelijkend literatuuronderzoek. Ze promoveerde in 1969 bij W.A.P. Smit in Utrecht op een studie over funeraire poëzie. In 1975 volgde ze C.A. Zaalberg op als hoogleraar aan de Universiteit Leiden met als leeropdracht de Nederlandse letterkunde tot aan de romantiek. Daarbij richtte ze zich op de renaissanceliteratuur, in het bijzonder die van de 17e eeuw.
G.L. Durlacher, eveneens overlevende van de Nazi-vernietigingskampen, was als student geneeskunde ('medicijnen') in Utrecht haar kamergenoot. Zijn verhalenbundel Niet Verstaan (1995) bevat het verhaal Sonja waarin hun vriendschap centraal staat en de grote rol die zij speelde in zijn leven en dat van zijn gezin.
Sonja Witstein overleed in 1978 op 58-jarige leeftijd. Frits van Oostrom volgde haar op.

## Belang
In haar proefschrift Funeraire poëzie in de Nederlandse renaissance wees Witstein op de invloed van klassieke retorica en poëtica op de zeventiende-eeuwse literatuur. Zij zag die literatuur in een context van eisen en verwachtingen van de toenmalige lezers, waarvan velen met Latijnse en Griekse teksten vertrouwd waren. Daarmee gaf ze het onderzoek naar imitatie van bewonderde voorbeeldauteurs (onder wie Vergilius, Petrarca en Ronsard) een theoretisch kader. Ze onderzocht de voorschriften en conventies die voor literaire genres golden, en zo kon ze de inhoud en de opbouw van literaire teksten uit het verleden beter verklaren.
Het Literatuurmuseum in Den Haag heeft enkele foto's, brieven en archivalia van Witstein.

## Publicaties (selectie)

### Fictie
- Bekentenis aan Julien Delande, novelle, 1946, herdrukt in 1986. (ISBN 90-236-7788-9)

### Brieven
- Anna Blaman: Ik schrijf het je grof-eerlijk. Briefwisseling met Emmy van Lokhorst en Sonja Witstein. Ingeleid en bezorgd door Aad Meinderts. Amsterdam, Meulenhoff, 1988. ISBN 90-290-2216-7

### Wetenschappelijk werk
- De verzencommentaar in ‘Het theatre’ van Jan van der Noot. Utrecht, 1965.
- Funeraire poëzie in de Nederlandse renaissance, enkele funeraire gedichten van Heinsius, Hooft, Huygens en Vondel, bezien tegen de achtergrond van de theorie betreffende het genre. Assen, 1969. Dissertatie (proefschrift) Universiteit Utrecht.
- Bredero's ridder Rodderick. Groningen, 1975. (De nieuwe taalgids cahiers, 4). ISBN 90-01-18581-9
- Een wett-steen vande ieught, Verzamelde artikelen van dr. S.F. Witstein, met een inleiding van dr. E.K. Grootes, samengesteld door Ton Harmsen en Ellen Krol. Groningen, 1980. (De nieuwe taalgids cahiers, 7). ISBN 90-01-37190-6